# Hougoumont
Die Hougoumont war ein Segelschiff mit drei Masten, eine sogenannte Blackwall-Fregatte. Dieses Schiff führte den letzten Transport von Sträflingen in die Sträflingskolonie Australien durch. Das Schiff legte am 12. Oktober 1867 in London in England ab. Nach 89 Tagen auf See kam sie am 9. Januar 1868 mit 279 Sträflingen und 108 Passagieren in Fremantle in Western Australia an.
Gebaut wurde die Hougoumont im Jahr 1852 in Moulmein, im damaligen Burma. Der Schiffsname geht auf das Château d'Hougoumont zurück, ein militärstrategisch bedeutsamer Ort im Verlauf der Schlacht bei Waterloo. Das Schiff gehörte zum Zeitpunkt des Transports dem schottischen Reeder Duncan Dunbar, der in der Zeit von 1840 bis 1868 etwa ein Drittel aller Sträflingstransporte nach Australien durchführte. Insgesamt wurden 37 Sträflingstransporte nach Western Australia durchgeführt.
Auf dem letzten Sträflingstransport nach Australien starb ein Sträfling auf See. Während es in der Frühzeit der Sträflingstransporte hohe Sterberaten gegeben hatte, wie beispielsweise auf den Schiffen der Second Fleet, war die Sterblichkeit auf diesem Schiff nicht unterschiedlich zu den sonstigen Schiffsreisen jener Zeit.
Unter den 280 Sträflingen befanden sich insgesamt 62 Iren, darunter 17 Militärpersonen. Sie waren politische Gefangene. Diese Iren, sogenannte Fenians, waren erklärte Gegner der englischen Herrschaft über Irland. Sie waren wegen der am 5. März 1867 stattgefundenen Fenian Rebellion zu Strafen abgeurteilt worden, die sie außerhalb von England als Sträflinge zu verbüßen hatten. Die Fenians hatten im Verlauf ihrer Rebellion die „Fenian Proklamation“ publiziert, die in verschiedenen Quellen als historisch erste Irische Republik bewertet wird.

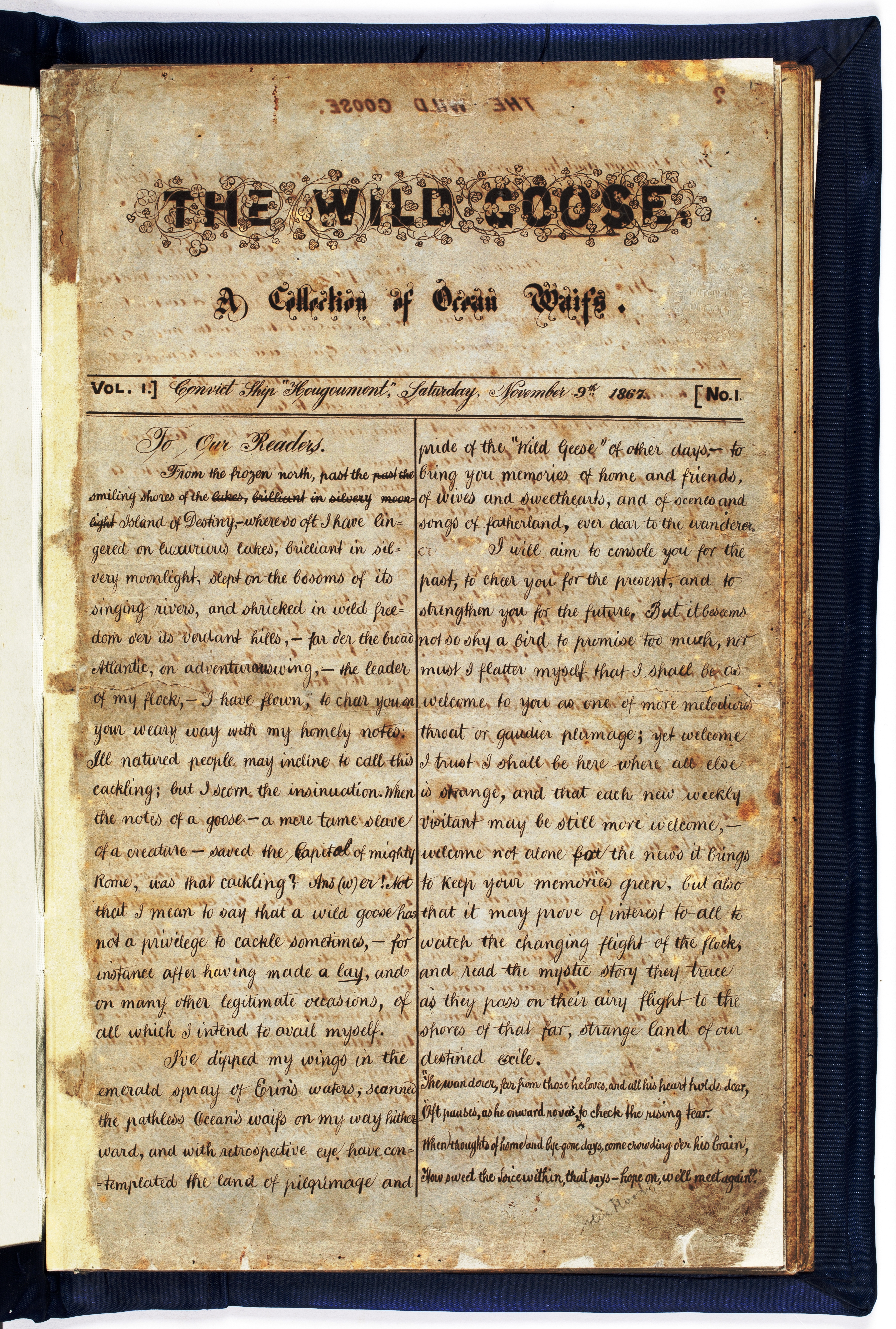
Seite 1 der Niederschrift The Wild Goose

Es war in der damaligen Zeit überaus unüblich politische Gefangene auf englischen Schiffen zu transportieren, was zu öffentlicher Besorgnis im australischen Fremantle führte.
Da unter den Fenians zahlreiche gebildete Personen waren, sind über diese Schiffsreise mehrere Tagebücher und Schriften publiziert worden. Veröffentlicht wurden Schriften von Denis Cashman, John Casey, Thomas McCarthy Fennell und John Boyle O’Reilly. Bekannt geworden ist die Niederschrift The Wild Geese, die die Schiffsreise als Freiheitssuche der Iren außerhalb der englischen Herrschaft beschreibt. Von dieser Niederschrift wurden lediglich sieben handschriftliche Exemplare hergestellt. Die inhaltliche Thematik dieser Handschriften lehnt sich an die sogenannten Wild Geese an. Die als Wildgänse bezeichneten irischen Soldaten emigrierten nach 1691 von Irland nach Frankreich. Dort schlossen sie sich europäischen Armeen an und stiegen teilweise zu hochrangigen Militärs auf. Die Niederschrift enthält Schriften über die Erlebnisse, Verhaltensregeln, Gedichte und sogar eine Komödie. Ein Exemplar The Wild Goose befindet sich in der State Library of New South Wales.
Mit diesem Schiff endete eine Ära des englischen Kolonialismus mit Sträflingen Kolonien aufzubauen. Seit 1787 waren etwa 165.000 Sträflinge nach Australien transportiert wurden. Darunter waren 10.000 Sträflinge, die nach Western Australia kamen. Weiblichen Geschlechts waren etwa ein Fünftel aller Sträflinge. Man geht inzwischen davon aus, dass ungefähr eine Million Bürger in England und zwei Millionen Bürger Australiens Nachkommen von Sträflingen sind.